# Station Sprookjesbos
Station Sprookjesbos is een voormalig treinstation in het Nederlandse attractiepark de Efteling. Het station was, samen met Station Noord, de allereerste stations van de Efteling en was onderdeel van de Efteling Stoomtrein Maatschappij.
Het station opende in 1968, gelijktijdig met Station Noord, in het Sprookjesbos en sloot in 1974 bij de opening van het Station Marerijk.

## Geschiedenis
Station Sprookjesbos, ontworpen door Anton Pieck, opende in 1968. Het sloot toen het nieuwe station Station Marerijk opende een aantal honderden meters verder. Het station lag waar het kasteel van de stiefmoeder van Sneeuwwitje ligt.
Lijst van attracties in de Efteling · Lijst van sprookjes in de Efteling · Afbeeldingen